# Bagra
Bagra är en ort i Indien.   Den ligger i distriktet Dhanbad och delstaten Jharkhand, i den östra delen av landet, 1 100 km sydost om huvudstaden New Delhi. Bagra ligger 173 meter över havet och antalet invånare är 11 364.
Terrängen runt Bagra är platt. Runt Bagra är det tätbefolkat, med 790 invånare per kvadratkilometer. Närmaste större samhälle är Dhanbad, 14,9 km nordost om Bagra. I omgivningarna runt Bagra växer huvudsakligen savannskog.